# Martin Munkácsi
Martin Munkácsi (18. května 1896 Kolozsvár, Maďarsko – 13. července 1963, New York narozen jako Márton Mermelstein – jeho otec, Lipton Mermelstein, změnil příjmení rodiny kvůli antisemitským názorům) byl maďarský novinářský fotograf, který pracoval v letech 1928–1934 v Německu a pak v USA.

## Život a dílo
V Německu byl představitelem moderní fotožurnalistiky v letech 1900–1920 podobně jako Erich Salomon, Tim N. Gidal, Wolfgang Weber, Alfred Eisenstaedt a Felix H. Man.
Pracoval pro magazín Berliner Illustrierte Zeitung.